# ウリジン
ウリジン (Uridine) は、ピリミジンヌクレオシドの1つでウラシルがリボース環にβ-N1-グリコシド結合で接続した構造をもつ物質（詳細はヌクレオチドを参照）である。
RNAの構成成分の1つである。一方、ウラシルがデオキシリボース環に接合しているものは、デオキシウリジンである。
吸収極大波長はpH2で262nmであり、希酸で加水分解されにくい性質を持ち、濃酸で加水分解するとウラシルとフルフラールになる。

## 存在と摂取
ウリジンは主にRNAの形で食品中に存在していると考えられ、RNA乾燥重量データから、酵母や肝臓、ブロッコリなどに比較的多く含まれると推定される。
ビールを摂取すると血中のウリジン濃度が上昇することが報告されている。
調味料
うま味調味料の5'-リボヌクレオチド二ナトリウムの一部に 5'-ウリジル酸ニナトリウムが含まれ、これはウリジンにリン酸が結合したウリジル酸のナトリウム塩である。
サプリメント
米国では、Uridine 5 monophosphate(UMP)あるいはUridine triacetateがUridineの名称でサプリメントとして販売されている。

## 医療用途
ウリジンはオロト酸尿症で処方されるほか、抗癌剤のフルオロウラシル使用後の処方の報告がある。
副作用
ウリジンは比較的安全な物質で副作用の報告はヒト動物ともにあまりない。以下の副作用も10g/日以上の高用量で見られる副作用と報告されている。
- 下痢
- 発熱、震え

## 生理作用
- 抗うつ作用 - ラットにおいてウリジンとω3脂肪酸の同時投与による抗うつ作用の報告がある。[4]

- シナプスの活性化 - アレチネズミにおいて、ウリジン、コリン、ω3脂肪酸の同時投与によりシナプス関連のタンパク質増加とともにリン脂質の増加が報告されている。[5]

- 脳機能改善 - アレチネズミにおいて、ウリジンとω3脂肪酸の同時投与により脳機能の改善が報告されている。[6]